# Ez Abde
Abdessamad Ezzalzouli (en arabe : عبد الصمد الزلزولي), dit Ez Abde, né le 17 décembre 2001 à Béni Mellal (Maroc), est un footballeur international marocain jouant au poste d’ailier au Real Betis.
Formé à Hércules CF dans le championnat amateur espagnol, il fait ses débuts professionnels avec le FC Barcelone sous Ronald Koeman avant d'être prêté au CA Osasuna, club avec lequel il atteint la finale de la Coupe d'Espagne en 2023.
Prenant part au championnat arabe avec le Maroc -20 ans en 2020, il acquiert la nationalité espagnole en 2021 et attire l'intérêt du sélectionneur espagnol Luis Enrique. Ez Abde tranche définitivement en faveur du Maroc et entame en 2022 ses débuts sous Walid Regragui, prenant part à la Coupe du monde 2022 et la CAN 2023.

## Biographie

### Naissance au Maroc et formation en Espagne (2001-2021)
Né à Béni Mellal au Maroc, Abdessamad s'installe à l'âge de sept ans avec sa famille en Espagne dans le quartier de Carrús à Elche en province d'Alicante,,. Ez Abde a deux frères aînés dont le plus grand, Abdelmajid Ezzalzouli, qui lui apporte un soutien infaillible, c'est même lui qui le conduit et l'accompagne à l'entraînement chaque jour, révèle son ancien entraîneur Raúl Rodríguez.
Ezzalzouli faisait partie des académies de la jeunesse pour Peña Ilicitana Raval CF, CD Pablo Iglesias, Kelme CF, Promesas Elche CF et CD Cultural Carrús. Il est essayé à Elche CF, mais ne parvient pas à convaincre les dirigeants du club. Cependant, il intègre en 2016 la formation du Hércules CF. Il évolue pendant trois ans dans l'académie des jeunes sous Antonio Moreno Domínguez avant de faire ses débuts en équipe A en troisième division espagnole.

### FC Barcelone (depuis 2021)

#### 2021-2022: premières minutes en A
Le 31 août 2021, il est transféré au FC Barcelone B pour un montant de 2 millions d'euros, signant un contrat allant jusqu'au 30 juin 2024.
Il dispute sept matchs avec l'équipe B avant d'être promu en équipe première sous l'entraîneur intérimaire Sergi Barjuan. Le 30 octobre 2021, il dispute son premier match avec l'équipe première du FC Barcelone face au Deportivo Alavés (match nul, 1-1). Il entre en jeu à la 80e minute à la place d'Óscar Mingueza. N'étant pas inscrit sur la liste des participants barcelonais à la Ligue des champions de l'UEFA 2021-2022, il est mis de côté pendant les matchs européens. Le 20 novembre 2021, il reçoit sa première titularisation avec le FC Barcelone face à l'Espanyol de Barcelone et cède sa place à la 45e minute pour Ilias Akhomach (victoire, 1-0). Le 12 décembre 2021, il marque à la 49e minute son premier but pour le FC Barcelone sous Xavi (match nul, 2-2). Le 12 janvier 2022, il dispute son premier Clásico en entrant en jeu à la 46e minute à la place de Ferran Torres, à l'occasion d'une demi-finale de la Supercoupe d'Espagne (défaite, 2-3).

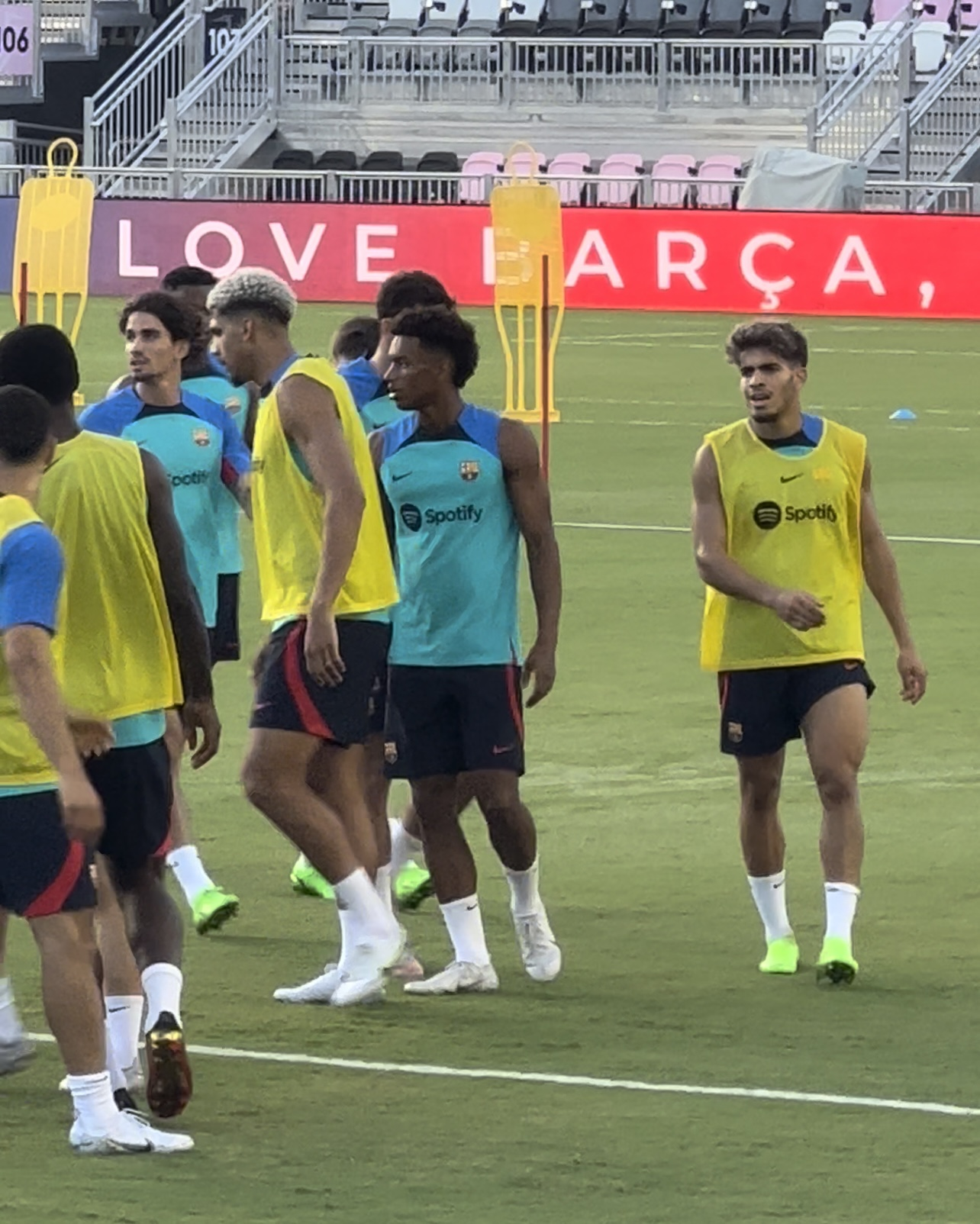
Abde (à droite) présent lors d'un entraînement de pré-saison en juillet 2022.

En février 2022, les arrivées de Pierre-Emerick Aubameyang et d'Adama Traoré sont confirmées, minimisant les chances à Abdessamad Ezzalzouli de débuter ses matchs en tant que titulaire en équipe première. Il dispute la majorité de ses matchs avec le FC Barcelone B, marquant un but le 27 février 2022.
Le FC Barcelone termine la saison 2021-2022 vice-champion d'Espagne au détriment du Real Madrid CF. En équipe première du Barça, Abde comptabilise un nombre de dix matchs joués en championnat avec un but inscrit, un match en Coupe d'Espagne et un match de Supercoupe d'Espagne.

#### 2022-2023: prêt à CA Osasuna
Le 1er septembre 2022, le prêt d'Ez Abde à CA Osasuna est officialisé via les réseaux sociaux du club. Il hérite du no 12. Le FC Barcelone révèle ensuite la prolongation du contrat d'Ez Abde jusqu'en 2026.
Le 4 septembre 2022, à l'occasion d'un match de championnat face au Rayo Vallecano, il entre en jeu à la 81e minute à la place de Jon Moncayola et délivre une passe décisive à Rubén García qui permet à Osasuna de remporter le match sur le score de 2-1 au Stade El Sadar. Le 2 octobre 2022, il reçoit sa première titularisation de la part de son entraîneur Jagoba Arrasate et livre une remarquable prestation en championnat face au Real Madrid CF au Stade Santiago-Bernabéu avant de céder sa place à la 69e minute à Rubén Peña (match nul, 1-1). Le 20 octobre 2022, il livre une remarquable prestation face à l'Espanyol de Barcelone à domicile et délivre une passe décisive à la 55e minute sur l'unique but du match inscrit par Ante Budimir (victoire, 1-0). Le 23 octobre 2022, alors qu'il est titularisé face à Gérone FC, il se blesse à la troisième minute du match et est contraint de quitter le terrain, à la suite de lésions musculaires.
Après une participation à la Coupe du monde 2022 en atteignant les demi-finales, Ez Abde revient avec de la confiance et fait de remarquables prestations en Coupe d'Espagne, inscrivant un but le 25 janvier face au Séville FC (victoire, 2-1) et offrant la victoire à son équipe le 1er mars contre l'Athletic Bilbao (victoire, 1-0). Le 4 avril 2023, il assure une place en finale de la Coupe d'Espagne face au Real Madrid CF,. Quatre jours plus tard, il inscrit un doublé face à Elche CF en championnat,. Ses prestations ne passent pas inaperçu aux yeux de son ancien entraîneur Xavi, qui fait des éloges en déclarant en conférence de presse : « Abde tire le meilleur parti de son prêt, il fait la différence et nous sommes très contents de lui. Au Barça, on a besoin de joueurs de ce niveau. Quand il reviendra, nous déciderons. Mais Abde peut être important pour nous »,.
Le 6 mai 2023, il est titularisé lors de la finale de la Coupe d'Espagne face au Real Madrid et est à l'origine du seul but d'Osasuna inscrit par Lucas Torró, malgré une défaite de 2-1 au Stade olympique de Séville.

#### 2023-2024: début de saison au FC Barcelone
En juillet 2023, Ez Abde retourne dans le centre d'entraînement du FC Barcelone et figure sur la liste de Xavi pour une tournée de matchs amicaux de pré-saison aux États-Unis. Portant principalement le no 33 sous la tunique catalane, le no 16 (qu'il porte en sélection) lui est attribué. Titularisé en amical contre Arsenal FC (défaite, 5-3), il entre en jeu à la 76e minute à la place de Ronald Araújo lors d'un classico amical contre le Real Madrid CF (victoire, 3-0). Le 2 août, il est de nouveau titularisé en amical contre l'AC Milan (victoire, 0-1). Le 8 août, il dispute la finale du Trophée Joan Gamper contre le Tottenham Hotspur, match dans lequel il inscrit le quatrième but catalan sur une passe décisive de Fermín López (victoire, 4-2).

### Real Betis

#### 2023-2024
Le 1er septembre 2023, il s'engage au Real Betis, club disputant la Ligue Europa. Il hérite du no 7 sous la houlette de l'entraîneur Manuel Pellegrini. Il est rejoint plus tard par son coéquipier en club et en sélection, Chadi Riad.
Le 16 septembre, il dispute son premier match en entrant en jeu à la mi-temps en remplaçant Luiz Henrique contre le FC Barcelone (défaite, 5-0). Le 1er octobre, il entre en jeu à la 72e minute en remplaçant Assane Diao contre le Valence CF et inscrit son premier but avec le club en championnat grâce à une passe décisive de William Carvalho à la 85e minute (victoire, 3-0). Le 1er novembre, il inscrit son premier doublé en Coupe d'Espagne contre le CD Hernán Cortés (victoire, 1-12). Environ une semaine plus tard, il inscrit son premier but en Ligue Europa contre l'Aris Limassol à la dernière minute du match sur une passe décisive remarquable d'Isco, faisant le tour des réseaux sociaux (victoire, 4-1),,.

### En sélection nationale

#### Parcours junior avec le Maroc (2016-2024)
En 2016, alors qu'Ez Abde évolue avec les U17 de Hércules CF, il est repéré par Rabie Takassa, scout de la Fédération royale marocaine de football. Il reçoit une première convocation en sélection marocaine avec les U15 du Maroc avec lequel il participe à un stage d'entraînement qui a lieu à Liège en Belgique, disputant deux matchs amicaux. Avec le Maroc -17 ans, il est entraîné par le sélectionneur portugais João Filipe Aroso Lopes da Silva,.
Il participe avec le Maroc -20 ans, au championnat arabe des moins de 20 ans, compétition qui a lieu en Arabie saoudite. Lors de cette compétition, Ez Abde porte le no 7 et est entouré de joueurs comme Mehdi Moubarik ou Mountassir Lahtimi. Le 20 février 2020, à l'occasion du deuxième match de la phase de groupe face à Djibouti -20 ans, il inscrit un doublé (victoire, 0-6). En phase de groupe, il réalise un sans-faute avec 9 points sur 9. En quarts de finale, il dispute 90 minutes face à la Libye -20 ans et atteint la séance des tirs au but après un match nul de 0-0 (victoire aux t.a.b., 9-8). Le Maroc est éliminé en demi-finale après une lourde défaite face aux Tunisiens (défaite, 4-0). Il atteint la quatrième place de la compétition derrière le champion Sénégal -20 ans, le vice-champion Tunisie -20 ans et le troisième Égypte -20 ans.
Le 31 mai 2021, Abde est convoqué en équipe du Maroc olympique pour un stage de préparation. Il dispute un match amical face au FUS de Rabat (match nul, 1-1). En octobre 2021, il figure pour la première fois sur la liste du Maroc olympique concoctée par Hicham Dmii pour un stage de préparation au Centre sportif de Maâmora à Salé du 4 au 12 octobre.
Le 9 juin 2023, il figure sur la liste définitive d'Issame Charaï pour prendre part à la Coupe d'Afrique des nations des moins de 23 ans qui a lieu au Maroc. Les matchs de phase de groupe ont lieu en fin de mois de juin contre la Guinée olympique, le Ghana olympique et la RD Congo olympique au Complexe sportif Moulay-Abdallah de Rabat. Le 24 juin 2023, à l'occasion du premier match contre la Guinée olympique, il est titularisé en tant que capitaine et inscrit un doublé, deux fois sur penaltys (victoire, 2-1). Titularisé également lors du deuxième match contre le Ghana olympique, il valide son ticket pour les demi-finales de la compétition après une victoire de 5-1, ayant inscrit un but et délivré deux passes décisives,. La finale est remportée par le Maroc contre l'Égypte olympique grâce à une passe décisive d'Ez Abde sur but d'Oussama Targhalline inscrit en fin de prolongations (victoire, 2-1),. Ez Abde termine la compétition par remporter le prix du meilleur buteur et une place parmi l'équipe-type,.
Le 4 juillet 2024, il est sélectionné par Tarik Sektioui dans une liste de 22 joueurs avec le Maroc olympique pour prendre part aux Jeux olympiques 2024,. Malgré une défaite en demi-finales du tournoi face au futur vainqueur, l'Espagne, le Maroc écrase l'Égypte (6-0) lors du match pour la troisième place, lui permettant d'être médaillé de bronze.

#### Entre l'Espagne et le Maroc (2021-2022)

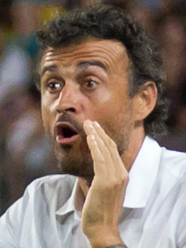
Luis Enrique songe à convoquer Ez Abde avec l'équipe d'Espagne en 2021.

En décembre 2021, Abde entame les démarches pour obtenir la nationalité espagnole,.
Le 23 décembre 2021, il figure officiellement dans la liste des 28 joueurs sélectionnés de Vahid Halilhodžić pour la CAN 2022 au Cameroun. Le 30 décembre, la presse espagnole révèle un changement de nationalité sportive d'Abdessamad Ezzalzouli qui songe à jouer pour l'équipe nationale d'Espagne,, chose démentie par le joueur et le président de la fédération marocaine Fouzi Lekjaa. Le joueur explique vouloir gagner sa place de titulaire dans l'effectif du FC Barcelone de Ronald Koeman, avant de rejoindre définitivement la sélection marocaine. La sélection marocaine prend part à la CAN 2022 sans Abde, remplacé par Tarik Tissoudali,.
Le 30 décembre 2021, il obtient la nationalité espagnole. Le 12 janvier 2022, le sélectionneur de l'équipe d'Espagne Luis Enrique déclare lors d'une interview avec Movistar+ à propos d'Abde : « Abde est une option pour venir en équipe nationale. Il a choisi de jouer pour l'Espagne et est éligible ».

#### Équipe du Maroc (depuis 2022)

##### Demi-finaliste en Coupe du monde 2022
Le 17 mars 2022, il est sélectionné par Vahid Halilhodžić pour une double confrontation contre l'équipe de République démocratique du Congo comptant pour les barrages de la Coupe du monde 2022. Le 25 mars, à l'occasion du match aller à Kinshasa, il est présent sur le banc du Maroc mais ne fait aucune entrée en jeu (match nul, 1-1). Lors du match retour à Casablanca, les Lions de l'Atlas s'imposent sur le score de 4-1, toujours sans entrée en jeu d'Ez Abde. Le Maroc se qualifie automatiquement en Coupe du monde 2022 dans un groupe composé de la Belgique, du Canada et de la Croatie.
Le 12 septembre 2022, il reçoit une convocation du nouveau sélectionneur du Maroc Walid Regragui pour un stage de préparation à la Coupe du monde 2022 à Barcelone et Séville pour deux confrontations amicales, notamment face au Chili et au Paraguay,. Le 21 septembre 2022, un match amical de dernière minute (hors-FIFA) est organisé au Complexe sportif Mohammed VI à Rabat face à l'équipe de Madagascar et dans lequel il est titularisé (victoire, 1-0). Le 23 septembre 2022, à l'occasion du premier match du sélectionneur Walid Regragui face au Chili au Stade Cornellà-El Prat, il honore sa première sélection avec le Maroc en entrant en jeu contre le Chili à la 82e minute à la place de Hakim Ziyech. En fin de match, le terrain est envahit par les supporters après le coup de sifflet final (victoire, 2-0),. Le 27 septembre 2022, à l'occasion du deuxième match de la trêve internationale face au Paraguay, il entre en jeu à la 76e minute à la place de Sofiane Boufal au Stade Benito-Villamarín (match nul, 0-0).
Le 10 novembre 2022, il figure officiellement dans la liste des 26 joueurs sélectionnés par Walid Regragui pour prendre part à la Coupe du monde 2022 au Qatar. Lors du premier match face à la Croatie, il remplace Sofiane Boufal à la 65e minute et rate complètement son entrée en jeu (match nul, 0-0). Il est pour cette raison, mis sur le banc pour les deux autres matchs face à la Belgique (victoire, 2-0) et le Canada (victoire, 2-1). Le Maroc est cependant qualifié en huitièmes de finale face à l'Espagne. En conférence de presse, Ez Abde prévient la presse espagnole en déclarant : « Nous sommes capable de battre n'importe quelle équipe. ». Le Maroc parvient à battre l'Espagne après une séance de penaltys (victoire aux tab, 3-0) et file en quarts de finale face au Portugal (victoire, 1-0). Le 14 décembre 2022, Ez Abde entre en jeu contre la France en demi-finale, mais ne parvient pas à faire la différence (défaite, 2-0). Alors que les Marocains sont éliminés de la Coupe du monde 2022, un dernier match, comptant pour la troisième place de la compétition a lieu entre le Maroc et la Croatie, auquel Ez Abde ne prend pas part (défaite, 2-1). Le Maroc termine ainsi la compétition à la quatrième place.
Le 20 décembre 2022, à l'occasion de son retour du Qatar, il est invité avec ses coéquipiers au Palais royal de Rabat par le Roi Mohammed VI, le Prince héritier Moulay Hassan du Maroc et le Prince Moulay Rachid pour être officiellement décoré Ordre du Trône, héritant du grade officier,,,.

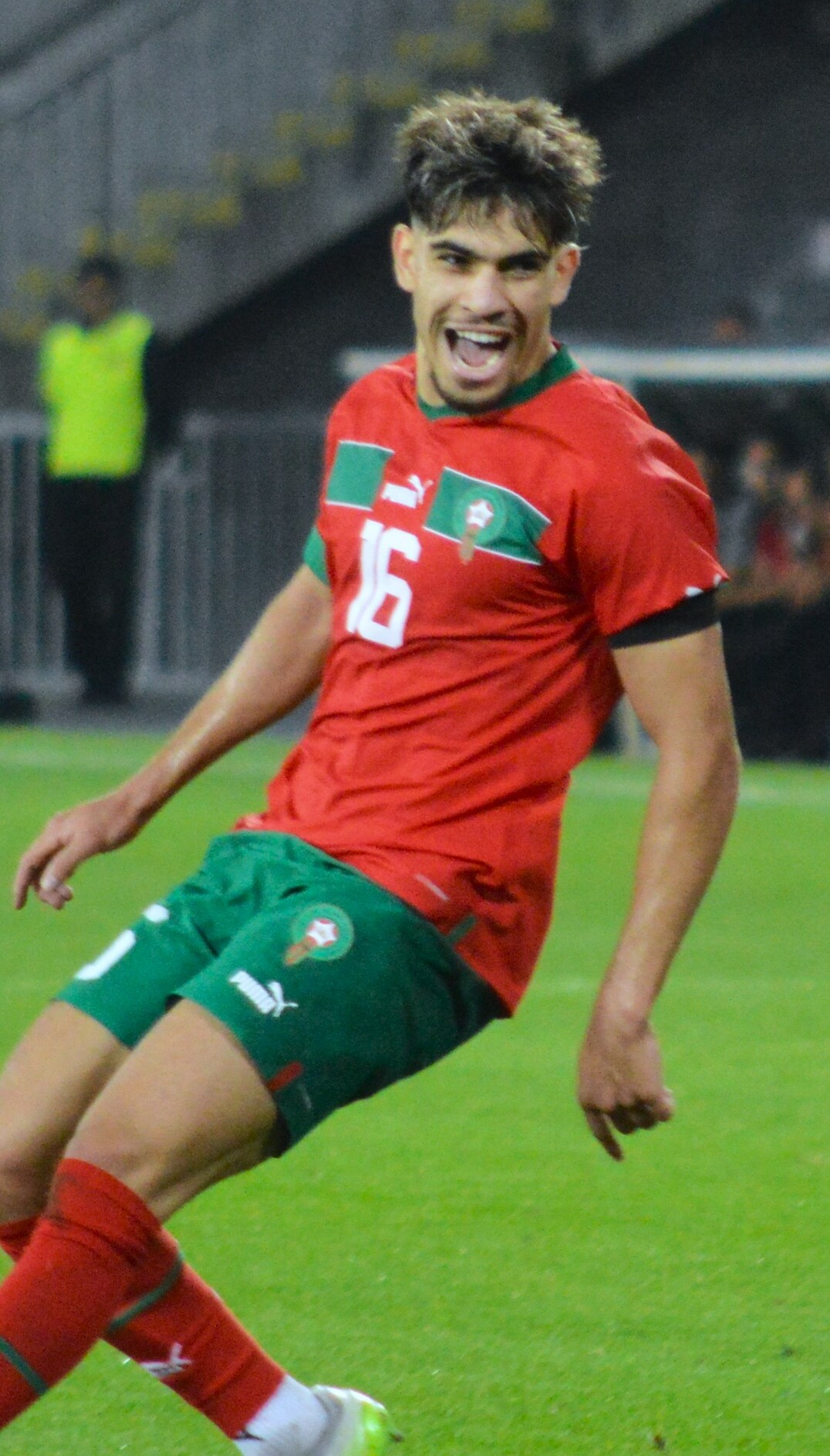
Abde lors d'un match amical contre le Burkina Faso en 2023.

##### CAN 2023: Huitième-de-finaliste
Le 25 mars 2023, les Marocains mondialistes font leur retour à domicile et sont accueillis par 65 000 supporters au Stade Ibn-Batouta de Tanger à l'occasion d'un match amical face au Brésil (victoire, 2-1),,. Ez Abde entre en deuxième mi-temps en remplaçant Sofiane Boufal, buteur dans le premier but inscrit. Cette victoire du Maroc entre dans l'histoire et l'équipe du Maroc devient la première équipe arabe de l'histoire à battre le Brésil. Ce match bat également une audience record au sein de la population marocaine locale avec au moins 10 millions de téléspectateurs,. Trois jours plus tard face au Pérou, il est titularisé et dispute 62 minutes avant que le match se termine sur un match nul au Stade Metropolitano de Madrid (0-0),.
Lors de la trêve internationale de juin 2023, Walid Regragui décide de rétrograder Abde en équipe du Maroc olympique. Le but est de renforcer l'effectif du sélectionneur Issame Charaï, qui s'apprête à disputer la CAN olympique à domicile, avec à la clé une qualification aux Jeux olympiques de 2024.
Sélectionné en septembre 2023, le premier match contre le Liberia, entrant dans le cadre des qualifications à la CAN 2023 est annulé et reporté à la suite du séisme du Maroc,. Cependant, le deuxième match prévu en amical contre le Burkina Faso est maintenu et joué au Stade Bollaert-Delelis de Lens,. Lors de ce match, il est titularisé et remplacé à la 81e minute par Amine Harit (victoire, 1-0),.
Le 28 décembre 2023, il est retenu dans la liste des vingt-sept joueurs marocains sélectionnés par Walid Regragui pour disputer la Coupe d'Afrique des nations 2023,,. Le 17 janvier 2024, lors de la CAN 2023, Abde joue son premier match du tournoi, contribuant à la victoire du Maroc 3-0 contre la Tanzanie au Stade Laurent Pokou de San-Pédro,. Au cours du tournoi, le Maroc concède ensuite un match nul 1-1 contre la République démocratique du Congo, une rencontre notée pour une altercation générale en fin de match,. En huitièmes de finale, les Lions de l'Atlas sont éliminés par l'Afrique du Sud sur un score de 2-0,.

## Style de jeu et personnalité
Attaquant rapide et technique, Ez Abde est capable de jouer sur tous les fronts de l'attaque (buteur axial, ailier gauche, attaquant de soutien). Depuis les côtés, sa capacité à dribbler dans les petits espaces lui permet d'infiltrer les défenses adverses en repiquant dans l'axe. Il est ambidextre. Óscar Rodríguez, journaliste pour Movistar, décrit Abde comme étant « un avion ». Ce dernier l'a suivi lorsqu'il évoluait à Elche CF et avait un pressentiment qui s'est avéré concluant : « On va nous le piquer », avait-il déclaré à l’époque. Quant à Raúl Rodríguez, il décrit Ez Abde comme étant « assez nerveux sur le terrain de jeu, qui se battait sur chaque ballon, comme si c'était le dernier qu'il touchait. Il n'aimait pas perdre, même aux entraînements, et si cela arrivait, il s'énervait ». À ses débuts en équipe nationale, il concurrence Sofiane Boufal qui possède un profil technique assez proche de lui. Il est un adepte du show dans des situations de un contre un.

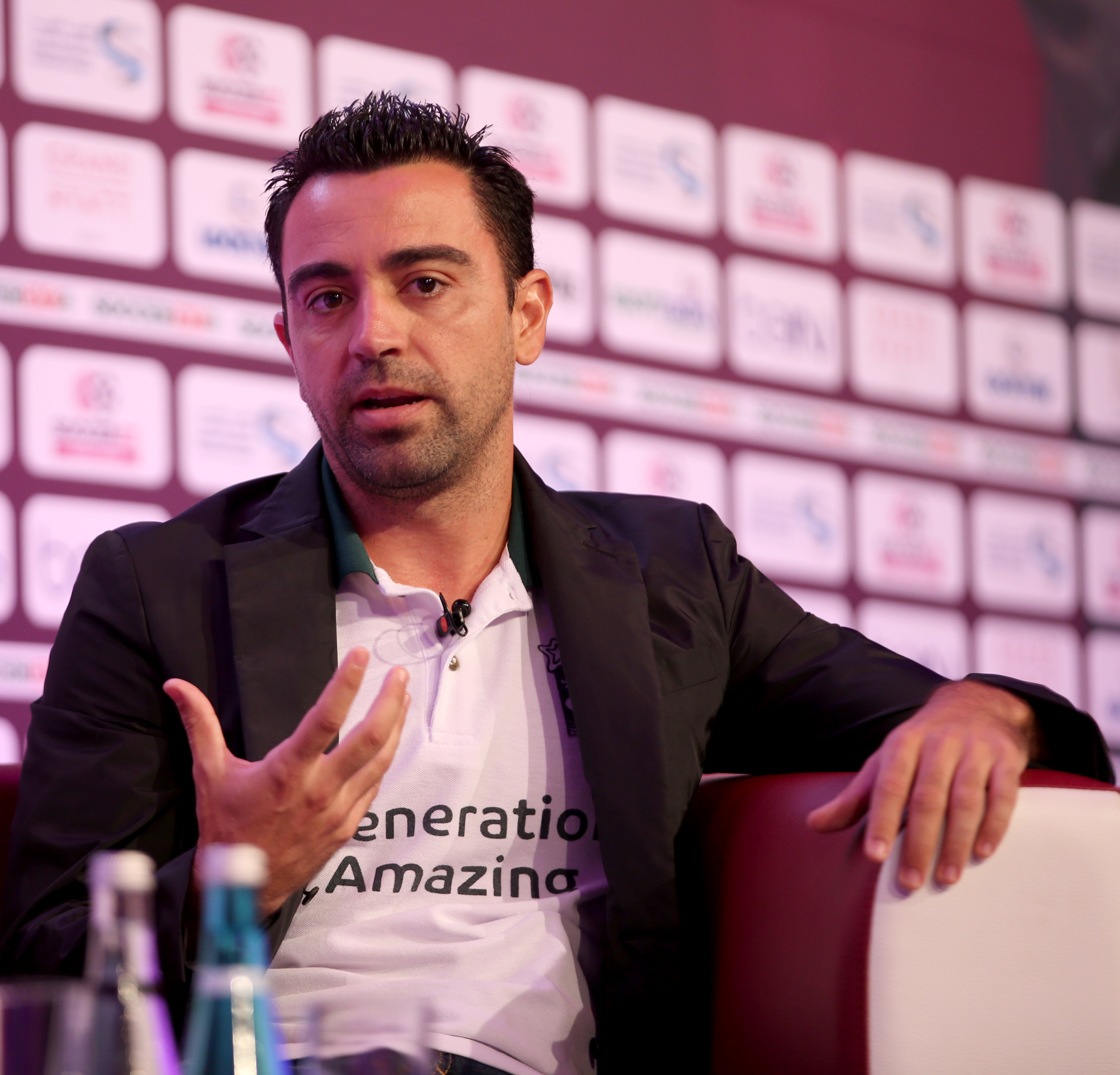
Xavi est sous le charme du style de jeu d'Ez Abde et le complimente en 2021.

Lors de ses débuts dans le football amateur, Ez Abde est physiquement très mince. Depuis sa signature au FC Barcelone, le joueur se met à faire de la musculation et améliore sa corpulence en mangeant sainement. Son ancien entraîneur Raúl Rodríguez décrit cet amélioration en citant : « Son changement physique a été brutal ». Facile dans l'intégration d'une équipe, le joueur plaît aux entraîneurs grâce à sa motivation et son travail acharné lors des entraînements qui se fait voir lors des minutes qu'on lui accorde dans les matchs. L'entraîneur Xavi décrit le profil comme ayant du talent et aucun complexe. Ez Abde est formé au sein d'une jeunesse catalane composée de Gavi, Nico González, Ronald Araújo, Alejandro Balde et Ferran Jutglà.
Connu pour son sens de l'humour, Ez Abde raconte souvent des blagues et rigole avec les journalistes lors des conférences de presse. Son humour dérive parfois vers la provocation sur le terrain, lorsqu'un joueur le presse sans cesse. Ez Abde adopte une réaction 'à la' Neymar et cherche à humilier son adversaire à l'aide de dribbles ou d'un petit pont.

## Statistiques

### Statistiques détaillées
| Saison                | Club                  | Championnat           | Championnat | Championnat | Championnat | Coupe(s) nationale(s) | Coupe(s) nationale(s) | Coupe(s) nationale(s) | Supercoupe | Supercoupe | Supercoupe | Compétition(s) continentale(s) | Compétition(s) continentale(s) | Compétition(s) continentale(s) | Compétition(s) continentale(s) | Maroc | Maroc | Maroc | Total | Total | Total |
| Saison                | Club                  | Division              | M.          | B.          | P.d.        | M.                    | B.                    | P.d.                  | M.         | B.         | P.d.       | Comp.                          | M.                             | B.                             | P.d.                           | M.    | B.    | P.d.  | M.    | B.    | P.d.  |
| 2021-2022             | FC Barcelone          | Liga                  | 10          | 1           | 0           | 1                     | 0                     | 0                     | 1          | 0          | 0          | -                              | -                              | -                              | -                              | -     | -     | -     | 12    | 1     | 0     |
| 2023-2024             | FC Barcelone          | Liga                  | 2           | 0           | 0           | -                     | -                     | -                     | -          | -          | -          | C1                             | -                              | -                              | -                              | -     | -     | -     | 2     | 0     | 0     |
| Sous-total            | Sous-total            | Sous-total            | 12          | 1           | 0           | 1                     | 0                     | 0                     | 1          | 0          | 0          | -                              | -                              | -                              | -                              | -     | -     | -     | 14    | 1     | 0     |
| 2022-2023             | CA Osasuna (prêt)     | Liga                  | 28          | 4           | 2           | 6                     | 2                     | 0                     | -          | -          | -          | -                              | -                              | -                              | -                              | 7     | 0     | 0     | 41    | 6     | 2     |
| 2023-2024             | Real Betis            | Liga                  | 26          | 1           | 0           | 2                     | 3                     | 0                     | -          | -          | -          | C3+C4                          | 6+2                            | 1+0                            | 0+0                            | 8     | 0     | 0     | 44    | 5     | 0     |
| 2024-2025             | Real Betis            | Liga                  | 32          | 2           | 2           | 2                     | 1                     | 1                     | -          | -          | -          | C4                             | 15                             | 6                              | 1                              | 7     | 2     | 3     | 56    | 11    | 7     |
| Sous-total            | Sous-total            | Sous-total            | 58          | 3           | 2           | 4                     | 4                     | 1                     | 1          | 0          | 0          | -                              | 23                             | 7                              | 1                              | 15    | 2     | 3     | 101   | 16    | 7     |
| Total sur la carrière | Total sur la carrière | Total sur la carrière | 98          | 8           | 4           | 11                    | 6                     | 1                     | 1          | 0          | 0          | -                              | 23                             | 7                              | 1                              | 22    | 2     | 3     | 155   | 23    | 9     |

## Palmarès
Ez Abde a marqué son parcours professionnel grâce à des réalisations notables en club et en sélection. Ses performances ont fait de lui un acteur majeur du football contemporain. Sous les couleurs du CA Osasuna, Ez Abde a atteint la finale de la Copa del Rey en 2023, démontrant sa capacité à rivaliser au plus haut niveau du football espagnol. Sa contribution au parcours de son équipe a été essentielle pour atteindre cette prestigieuse finale.
En sélection, Ez Abde a joué un rôle clé au sein de l'équipe du Maroc olympique sous la houlette d'Issame Charaï. En 2023, il a été sacré champion de la Coupe d'Afrique des nations, une réalisation exceptionnelle pour le football marocain. Sa performance dans ce tournoi a été cruciale pour la victoire de son équipe, et son talent a été salué par les amateurs de football du Maroc.
Ez Abde a également été distingué sur le plan individuel en 2023. Il a été nommé dans l'équipe type de la phase de poules de la Coupe d'Afrique des nations U23, soulignant sa constance et son influence sur le terrain. De plus, il a été sélectionné dans l'équipe type du tournoi, confirmant son statut de joueur d'exception dans cette compétition. Enfin, il a été couronné du Soulier d'Or, attribué par Samuel Eto'o au meilleur buteur de la Coupe d'Afrique des nations U23, ce qui témoigne de sa capacité à trouver le chemin des filets de manière spectaculaire.
| CA Osasuna                        | Maroc (1) | Distinctions personnelles | Real Betis                              |
| --------------------------------- | --- | --- | --------------------------------------- |
| - Copa del Rey - Finaliste : 2023 | - Coupe du Monde : Demi-finaliste (4ème) : 2022 - CAN U23 (1) - Vainqueur : 2023 - Jeux olympiques - Bronze : Paris 2024 | - 2023 : Dans l'équipe type de la phase de poule de la Coupe d'Afrique des nations U23. - 2023 : Dans l'équipe type de la Coupe d'Afrique des nations U23. - 2023 : Vainqueur du Soulier d'Or du meilleur buteur de la Coupe d'Afrique des nations U23. | - Ligue Conférence : - Finaliste : 2025 |

## Décorations
- Officier de l'ordre du Trône — Le 20 décembre 2022, il est décoré officier de l'ordre du Wissam al-Arch[120] — ordre du Trône[121] — par le roi Mohammed VI au Palais royal de Rabat[122].

## Vie privée

### Humanitaire
Le 9 septembre 2023, alors qu'il se trouve à Agadir, il se présente exclusivement à l'hôpital avec ses coéquipiers de la sélection marocaine pour un don de sang pour les blessés du séisme au Maroc,,.

### Divers
Le 4 septembre 2023, il apparaît dans le clip vidéo du rappeur néerlandais Riffi sur le morceau Tiki Taka.

### Documentaires et interviews
- [vidéo] (ar) Série télévisée Dreamers diffusé en exclusivité sur Arryadia à partir du 6 juin 2023[126]

## Sources
- Hanif Ben Berkane, « FC Barcelone : Ez Abde, le grand perdant de l'attaque », Foot Mercato,‎ 2 mars 2022 (lire en ligne)